# فاونتن إنن
فاونتن إنن (كارولاينا الجنوبية) (بالإنجليزية: Fountain Inn, South Carolina)‏ هي مدينة تقع في الولايات المتحدة في كارولاينا الجنوبية.  يقدر عدد سكانها بـ 6,017 نسمة ومساحتها 14.3 كم2  وترتفع عن سطح البحر 264 متر.

## التركيبة السكانية
حدّد مكتب تعداد الولايات المتحدة بيانات التركيبة السكانية لفاونتن إنن في تعداد الولايات المتحدة. في ما يلي، التركيبة السكانية حسب تعدادي 2000 و2010.

### تعداد عام 2000
بلغ عدد سكان فاونتن إنن 6,017 نسمة بحسب تعداد عام 2000، وبلغ عدد الأسر 2,289 أسرة وعدد العائلات 1,675 عائلة مقيمة في المدينة. في حين سجلت الكثافة السكانية 308.7 نسمة لكل كيلومتر مربع (799.5/ميل2). وبلغ عدد الوحدات السكنية 2,465 وحدة بمتوسط كثافة قدره 126.5 لكل كيلومتر مربع (327.6/ميل2).
وتوزع التركيب العرقي للمدينة بنسبة 67.49% من البيض و30.31% من الأمريكيين الأفارقة و0.13% من الأمريكيين الأصليين و0.28% من الأمريكيين ذوي الأصول الآسيوية و0.02% من سكان جزر المحيط الهادئ و0.78% من الأعراق الأخرى و0.98% من عرقين مختلطين أو أكثر و2.41% من الهسبانيون أو اللاتينيون من أي عرق.
بلغ عدد الأسر 2,289 أسرة كانت نسبة 43% منها لديها أطفال تحت سن الثامنة عشر تعيش معهم، وبلغت نسبة الأزواج القاطنين مع بعضهم البعض 49.8% من أصل المجموع الكلي للأسر، ونسبة 19.9% من الأسر كان لديها معيلات من الإناث دون وجود شريك،  بينما كانت نسبة 3.5% من الأسر لديها معيلون من الذكور دون وجود شريكة وكانت نسبة 26.8% من غير العائلات. تألفت نسبة 23.9% من أصل جميع الأسر من عدة أفراد يعيشون في نفس المنزل ونسبة 8.6% كانت تتألف من شخص يعيش بمفرده يبلغ من العمر 65 عاماً أو أكثر. وبلغ متوسط حجم الأسرة المعيشية 2.58، أما متوسط حجم العائلات فبلغ 3.06.
بلغ العمر الوسطي للسكان 33.1 عاماً. وكانت نسبة 28.3% من القاطنين تحت سن الثامنة عشر، وكانت نسبة 7.7% بين الثامنة عشر والرابعة والعشرين عاماً، ونسبة 33.2% كانت واقعةً في الفئة العمرية ما بين الخامسة والعشرين والرابعة والأربعين عاماً، ونسبة 18.9% كانت ما بين الخامسة والأربعين والرابعة والستين، ونسبة 10.2% كانت ضمن فئة الخامسة والستين عاماً فما فوق. يوجد لكل 100 أنثى 85.2 ذكر، ويوجد لكل 100 أنثى في الثامنة عشر من عمرها فما فوق 79.6 ذكر.
بلغ متوسط دخل الأسرة في المدينة 39,560 دولارًا، أما متوسط دخل العائلة فبلغ 45,885 دولارًا. وكان متوسط دخل الذكور 33,728 دولارًا مقابل 23,996 دولارًا للإناث. وسجل دخل الفرد الخاص بالمدينة 17,907 دولارًا. وكانت نسبة 7% من العائلات ونسبة 9.5% من السكان تحت خط الفقر، وكان من هؤلاء نسبة 12% تحت سن الثامنة عشر ونسبة 13.2% في الخامسة والستين من العمر وما فوق.

### تعداد عام 2010
بلغ عدد سكان فاونتن إنن 7,799 نسمة بحسب تعداد عام 2010، وبلغ عدد الأسر 2,889 أسرة وعدد العائلات 2,094 عائلة مقيمة في المدينة. في حين سجلت الكثافة السكانية 400.2 نسمة لكل كيلومتر مربع (1,036.5/ميل2). وبلغ عدد الوحدات السكنية 3,158 وحدة بمتوسط كثافة قدره 162 لكل كيلومتر مربع (419.6/ميل2).
وتوزع التركيب العرقي للمدينة بنسبة 63.66% من البيض و31.18% من الأمريكيين الأفارقة و0.28% من الأمريكيين الأصليين و0.29% من الأمريكيين ذوي الأصول الآسيوية و0.17% من سكان جزر المحيط الهادئ و2.44% من الأعراق الأخرى و1.97% من عرقين مختلطين أو أكثر و6.01% من الهسبانيون أو اللاتينيون من أي عرق.
بلغ عدد الأسر 2,889 أسرة كانت نسبة 40.9% منها لديها أطفال تحت سن الثامنة عشر تعيش معهم، وبلغت نسبة الأزواج القاطنين مع بعضهم البعض 47% من أصل المجموع الكلي للأسر، ونسبة 20.1% من الأسر كان لديها معيلات من الإناث دون وجود شريك،  بينما كانت نسبة 5.4% من الأسر لديها معيلون من الذكور دون وجود شريكة وكانت نسبة 27.5% من غير العائلات. تألفت نسبة 23.2% من أصل جميع الأسر من عدة أفراد يعيشون في نفس المنزل ونسبة 7.8% كانت تتألف من شخص يعيش بمفرده يبلغ من العمر 65 عاماً أو أكثر. وبلغ متوسط حجم الأسرة المعيشية 2.67، أما متوسط حجم العائلات فبلغ 3.11.
بلغ العمر الوسطي للسكان 35.0 عاماً. وكانت نسبة 27.2% من القاطنين تحت سن الثامنة عشر، وكانت نسبة 8.1% بين الثامنة عشر والرابعة والعشرين عاماً، ونسبة 29.9% كانت واقعةً في الفئة العمرية ما بين الخامسة والعشرين والرابعة والأربعين عاماً، ونسبة 23.3% كانت ما بين الخامسة والأربعين والرابعة والستين، ونسبة 11.4% كانت ضمن فئة الخامسة والستين عاماً فما فوق. وتوزع التركيب الجنسي للسكان بنسبة 46.9% ذكور و53.1% إناث.